# 黃繼伯
黃繼伯，福建省南安縣人，清朝政治人物，廩貢出身。於1757年（乾隆22年）奉旨於台灣擔任台灣府鳳山縣訓導。負責鳳山縣一帶教育方面的事務。